# WTT Contender Zagreb
WTT Contender Zagreb je međunarodni stolnoteniski turnir iz World Table Tennis (WTT) serije koji se održava u Zagrebu. Prvi WTT turnir odigran je u studenom 2020. Prva sezona WTT serije bila je 2021.

## Izdanja
| Naziv turnira 2022.–... WTT Contender Zagreb | Rang 2022.–... Contender (4. od 5 rangova turnira WTT serije) |

| Broj država | Broj natjecatelja | Broj natjecatelja | Izdanje | Ref         | M                    | M           | M                    | M                                           | M      | M                                           | Ž                    | Ž           | Ž                    | Ž                                           | Ž      | Ž                                           | MIX                                         | MIX  | MIX                                         |
| ----------- | ----------------- | ----------------- | ------- | ----------- | -------------------- | ----------- | -------------------- | ------------------------------------------- | ------ | ------------------------------------------- | -------------------- | ----------- | -------------------- | ------------------------------------------- | ------ | ------------------------------------------- | ------------------------------------------- | ---- | ------------------------------------------- |
| Broj država | Broj natjecatelja | Broj natjecatelja | Izdanje | Ref         | Pojedinačno          | Pojedinačno | Pojedinačno          | Parovi                                      | Parovi | Parovi                                      | Pojedinačno          | Pojedinačno | Pojedinačno          | Parovi                                      | Parovi | Parovi                                      | MIX                                         | MIX  | MIX                                         |
| Broj država | M                 | Ž                 | Izdanje | Ref         | Pobjednik            | Rez.        | Finalist             | Pobjednici                                  | Rez.   | Finalisti                                   | Pobjednica           | Rez.        | Finalistica          | Pobjednice                                  | Rez.   | Finalistice                                 | Pobjednici                                  | Rez. | Finalisti                                   |
|             |                   |                   | 2023.   |             | Nepoznata kratica »« | :           | Nepoznata kratica »« | Nepoznata kratica »« · Nepoznata kratica »« | :      | Nepoznata kratica »« · Nepoznata kratica »« | Nepoznata kratica »« | :           | Nepoznata kratica »« | Nepoznata kratica »« · Nepoznata kratica »« | :      | Nepoznata kratica »« · Nepoznata kratica »« | Nepoznata kratica »« · Nepoznata kratica »« | :    | Nepoznata kratica »« · Nepoznata kratica »« |
|             |                   |                   | 2022.   | [ 3 ] [ 4 ] | Yun-Ju Lin           | 4:0         | Peng Xiang           | Daeseong Cho Woojin Jang                    | 3:0    | Shunsuke Togami Yukiya Uda                  | Mima Ito             | 4:2         | Miu Hirano           | Hina Hayata Mima Ito                        | 3:1    | Xiaona Shan Sabine Winter                   | Hina Hayata Tomokazu Harimoto               | 3:0  | Hoi Kem Doo Chun-Ting Wong                  |

## Vanjske poveznice
- WTT